# 1496
| 1496               |
| ------------------ |
| Dødsfald - Fødsler |
|                    |

| Gregoriansk kalender | 1496 MCDXCVI            |
| Ab urbe condita      | 2249                    |
| Armensk kalender     | 945 ԹՎ ՋԽԵ              |
| Kinesiske kalender   | 4192 – 4193 乙卯 – 丙辰 |
| Etiopisk kalender    | 1488 – 1489             |
| Jødisk kalender      | 5256 – 5257             |
| Hindukalendere       |                         |
| - Vikram Samvat      | 1551 – 1552             |
| - Shaka Samvat       | 1418 – 1419             |
| - Kali Yuga          | 4597 – 4598             |
| Iransk kalender      | 874 – 875               |
| Islamisk kalender    | 901 – 902               |

Konge i Danmark: Hans 1481-1513
Se også 1496 (tal)

## Født
- 12. maj – Gustav Vasa, svensk konge i 1523–1560